# Retrato de Folco Portinari
El retrato de Folco Portinari  es una pintura obra del pintor alemán Hans Memling, realizada hacia 1490.  Se encuentra en exhibición en la Galería Uffizi en Florencia, Italia.

## Historia
Durante años se pensó que el autor de la pintura era Antonello da Messina. La primera referencia a la misma data de 1863 en Uffizi, donde es atribuida a un artista flamenco. Posteriormente, junto con otras tres obras en la galería (Retrato de Benedetto Portinari, Retrato de hombre desconocido en un paisaje y Hombre con una carta), fueron atribuidas a Memling a causa de su elevada calidad.
De las cuatro obras, el retrato de Folco Portinari es considerado el más moderno. La identificación con Folco Portinari es solo una hipótesis.